# Hypnella diversifolia
Hypnella diversifolia är en bladmossart som beskrevs av Georg Friedrich von Jaeger 1877. Hypnella diversifolia ingår i släktet Hypnella och familjen Sematophyllaceae. Inga underarter finns listade i Catalogue of Life.